# Upplands Väsby
Upplands Väsby er en bydel i byen Upplands Väsby och Sollentuna, der ligger i det svenske län Stockholms län i Uppland. Upplands Väsby var frem til 2015 et selvstændigt byområde som også omfattede de tidligere byer Runby, Odenslunda, Bollstanäs og Frestaby. Motorvej E4 og Ostkustbanan med Stockholms pendeltåg går igennem bydelen, der ligger 25 kilometer fra Stockholms centrum og 45 kilometer fra Uppsala.
I den musikalske verden har Upplands Väsby opfostret flere berømtheder, herunder det verdensberømte rockband Europe, der dannedes i bydelen i 1979.

## Historie
I Upplands Väsby findes der mange spor af forhistoriske bebyggelser fra tiden f.Kr. De første tegn på menneskelig kultur er fundet i udgravninger i Hammarbyåsen, ca. 400 meter syd for Glädjen Rasteplads, idet man ved udgravningerne af Ekebo gravplads fandt en bronzeøkse fra tiden år 700-600 f.Kr. fødsel. Dengang lå Upplands Väsby ved havet og befolkningen levede hovedsageligt af fiskeri, sæljagt og jagt på vadefugle. Flere udenlandske møntfund i området, vidner om en omfattende handel med fremmede magter, bl.a. har man fundet arabiske mønter i jordene ved Stora Väsby Slot.
Ved Runsa og Skavsta findes forhistoriske fæstninger, såkaldte voldsteder. Sporene efter urbefolkningens begravelsespladser findes rundt omkring i form af gravhøje, stensætninger, bautasten og mindre forhøjninger i landskabet. Gravene er bl.a. skibsformede, som graven ved Runsa, én af Sveriges mest berømte skibssætninger. Dette skib har en længde på 56 meter mellem for- og agterstavn og stammer fra 500- eller 400-tallet f.Kr. Der findes større gravhøje ved Löwenströmska Lasarettet og i Runby, der kaldes ”Zamoras kulle” (bakke) efter slagtøjsspilleren Antonin Zamore, en nordafrikaner, der kom til Sverige i slutningen af 1700-tallet og som boede på Runby Nedre gård (i dag ”Hembygdsgården”). Det største gravområde i Uppland, er Store Väsbys Slotsbanke med ca. 200 gravhøje.
I begyndelsen af 1900-tallet var Upplands Väsby en lille svensk stationsby. Jernbaneforbindelsen mellem Stockholm og Uppsala blev bygget fra 1863-1866, og en by voksede efterhånden op i årene efter færdiggørelsen af stationen i Väsby i 1865. Anton Tamm, daværende direktør for Optimus, opkøbte alle jordene som Upplands Väsby ligger på i dag, og i 1903 etablerede han den første større industri, Väsby Werkstäder. Virksomheden forarbejdede messing- og kobberrør bl.a. til brug i Optimus' produkter. Den blev opkøbt af Finspongs Metallverk AB i 1917. I årenes løb har virksomheden skiftet navn mange gange, men i folkemunde er den gået under navnet Messingen. Senere blev det til Svenska Metallverken og Gränges-Weda med støberi og plastikfabrikation.

## Bydelens kvarterer
- Apoteksskogen, i daglig tale ”Sigma”, opkaldt efter indkøbscentret vest for Hammarby Apotek.
- Bollstanäs, de sydøstligste områder af bydelen. Kvarteret består af villaer og grænser op mod Sollentuna kommun.
- Brunnby/Brunnby Vik, ligger to kilometer øst for centrum og består hovedsageligt af villaer, rækkehuse og mindre virksomheder.
- Brunnby Park, ligger i østdelen af Carlslund omkring en kilometer øst for centrum og 500 meter fra motorvejen E4. Siden 2009 er der blevet bygget 150 nye villaer og rækkehuse i området.
- Carlslund, ligger øst for E4. Den oprindelige bebyggelse bestod først og fremmest af arbejderboliger tegnet af Anders Tengbom og opført i midten af 1950’erne. Tidligere fandtes der både et plejehjem og et flygtningecenter. Kvarteret gennemgik en større renovering i 1985.
- Fresta
- Gamla Väsby, med stationsområdet og Väsby Centrum. Her lå Optimus’ fabrikskvarter ”Messingen”, der nu er nedrevet.
- Grimstaby, blev bygget i protest mod 1970’ernes moderniseringsbyggerier. Rækkehusområdet blev opført i gammeldags bystil med hovedgade, torv og små forretninger, herunder kiosk, frisør og restaurant. Oprindeligt lejeboliger, senere omskabt til ejerboliger efter år 2000.
- Löwenströmska Lasarettet, blandet bebyggelse. Består mest af lave lejeboliger og en mindre andel rækkehuse/parcelhuse.
- Odenslunda
- Prästgårdsmarken, det sydligste kvarter i bydelen. Består næsten udelukkende af lejlighedsbyggeri bygget i 1980’erne.
- Runby, kommunens nordvestlige kvarter med et populært rekreativt område. Eds Kirke ligger også her.
- Sandar Ängar
- Sjukyrkoberget
- Skälby
- Smedby/Ekebo, med Vikingagården Gunnes gård. Første del af kvarteret opførtes i 1974, mens resten byggedes færdigt i midten af 1980’erne. Det almennyttige boligselskab Väsbyhem byggede og ejede hele området frem til slutningen af 2007, hvor Stena Fastigheter overtog 700 af lejlighederne.
- (Kilde)[7]

## Kendte personer med tilknytning til Upplands Väsby
- Joey Tempest, forsanger i rockbandet Europe
- Mic Michaeli, keyboardspiller i Europe
- Tone Norum, sangerinde og tekstforfatter, søster til John Norum fra Europe
- Åsa Jinder, folkemusiker og tekstforfatter
- Yngwie Malmsteen, verdensberømt guitarist indenfor ny-klassisk metal

## Galleri
- Väsby Nya Gymnasium
- Eds Kirke
- Det centrale Upplands Väsby
- Blokbyggeri
- Hammarby Apotek
- Røde lejlighedskomplekser
- Upplands Väsby Station